# 沙高他贊體育會
沙高他贊體育會（Salgótarjáni Barátok Torna Club）是一家來自匈牙利紹爾戈陶爾揚的足球會。
沙高他贊成立於1920年，他們最大成就是在1971-72年賽季匈牙利甲組足球聯賽獲得季軍，這讓他得以參加1972–73年歐洲足協盃，但首輪被AEK雅典淘汰。

## 球隊榮譽
- 匈牙利甲組足球聯賽：

 季軍 (1)：1972–73
- 匈牙利盃：

 亞軍 (4)：1940–41, 1942–43, 1957–58, 1966–67